# Krzysztof Franciszek Sowiński
Krzysztof Franciszek Sowiński (ur. 1642 w Wielopolu, zm. 4 marca 1699 w Krakowie) – doktor teologii, profesor i rektor Akademii Krakowskiej.

## Życiorys
Pochodził z rodziny mieszczańskiej, był synem Andrzeja i Agnieszki Lepieckiej. Był studentem Wydziału Filozoficznego Akademii Krakowskiej, 8 kwietnia 1664 otrzymał promocję na bakałarza, a 30 czerwca 1666 został doktorem filozofii. W 1674 wyjechał do Włoch jako opiekun Mikołaja Czartoryskiego i jego brata Michała. W 1676 uzyskał w rzymskiej Sapienzy doktorat teologii. Po powrocie do Krakowa 17 stycznia 1677 został profesorem, a 14 maja 1677 otrzymał kanonię w kolegiacie św. Anny w Krakowie. W 1679 objął urząd dziekana Wydziału Filozoficznego. 14 maja 1687 został dziekanem kapituły kolegiaty św. Floriana i dostał probostwo w Proszowicach. Delegowany był przez władze uniwersyteckie na sejmik w Proszowicach oraz na sejm walny w Warszawie (1677), gdzie bronił interesów uczelni. W 1696 obrano go do komisji mającej usunąć zaniedbania w stanie majątkowym biblioteki. W 1695 był dziekanem Wydziału Teologicznego, sześciokrotnie pełnił urząd rektora uniwersytetu, wybierany w kolejnych półroczach 1692-1693 i następnie w 1676-1698. W imieniu Akademii witał 15 września 1697 króla Augusta II przybywającego do Krakowa na koronację, czemu zawdzięczał tytuł sekretarza królewskiego. Ufundował główny ołtarz w kościele św. Anny, majątek zapisał w testamencie Akademii Krakowskiej. 10 marca 1699 został pochowany w kolegiacie św. Anny, w supraporcie zakrystii zachowało się poświęcone Sowińskiemu epitafium z białego marmuru.